# ابن الحاج الفاسي
أبو عبد الله محمد بن محمد العبدري الفاسي المعروف بابن الحاج، أحد أعلام السنة الراسخين، كان عالما بالمذهب المالكي، عرف عنه الانقطاع عن الدنيا والزهد والصلاح، وهو صاحب التصانيف الجليلة، ضرب فيه من العلم بالسهم المديد، من أبرز آثاره كتاب المدخل إلى تنمية الأعمال بتحسين النيات والتنبيه على كثير من البدع المحدثة والعوائد المنتحلة.

## حياته
أبو عبد الله محمد بن محمد العبدري المعروف بابن الحاج، من قبيلة عبد الدار، من أهل فاس، ومن وجهاء المالكية. كان قاضيا خبيرا فقيها بمذهب مالك نزل مصر فصحب الشيخ أبا محمد بن أبي حمزة، وسمع من علمائها، وحدث بها، وفيها توفي. تلقى الفقه عن أبي إسحاق الطماطي، وعنه أخذ الشيخ عبد الله المنوفي والشيخ خليل وغيرهم، له تصانيف كثيرة منها:
- المدخل إلى تنمية الأعمال بتحسين النيات والتنبيه على كثير من البدع المحدثة والعوائد المنتحلة، وهو كتاب حفيل جمع فيه علما غزيرا والاهتمام بالوقوف عليه متعين،[1] وهو كتاب المدخل الذي اشتهر، قال عنه ابن حجر: «كثير الفوائد كشف فيه معايب وبدع يفصلها الناس ويستاهلون فيها وله أيضا كتاب شموس الأنوار وكنوز وغير ذلك».[3]

## الوفاة
توفي ابن الحاج الفاسي عام 737هـ.